# Handspiel
Das Handspiel beim Fußball (schweiz., österr.: Hands) ist ein Regelverstoß, der mit direktem Freistoß – bei Begehen im eigenen Strafraum mit Elfmeter – für die gegnerische Mannschaft geahndet wird.

## Definition und Ahndung
Handspiel bezeichnet dabei das Spielen des Balles mit dem Arm oder der Hand, „Hand“ ist hier also der gesamte Arm unterhalb der Schulter. Mit den oben genannten Maßnahmen wird vom Fußballschiedsrichter das „absichtliche Handspiel“ geahndet. Das Problem ist, dass eine Absicht von einem Außenstehenden nicht eindeutig erkennbar ist. Folglich wird das Handspiel dann geahndet, wenn es so aussieht, als wäre Absicht gegeben, wenn also der Spieler gezielt seinen Arm bzw. seine Hand zum Ball hinbewegt, um diesen mit der Hand zu spielen. Ungeahndet bleibt hingegen das „unbeabsichtigte Handspiel“, wenn der Ball zufällig an die Hand springt. Dies wird u. a. dann unterstellt, wenn mit dem Arm eine „natürliche“, d. h. eine dem fußballspezifischen Bewegungsablauf entsprechende Bewegung ausgeführt wurde. Nicht entscheidungsrelevant ist dagegen, ob der Spieler durch das unbeabsichtigte Handspiel objektiv einen Vorteil erlangt hat.
Entgegen häufig geäußerten Ansichten war und ist in Deutschland auch die sogenannte „Schutzhand“, also der Gebrauch der Hand zum Schutz eines empfindlichen Körperteils (z. B. Kopf) vor dem Ball, nicht als absichtliches Handspiel zu werten, wenn dabei die Körperfläche nicht vergrößert und der Ball nicht nach vorne weggestoßen wird.
Zusätzlich zum Freistoß bzw. Elfmeter kann – je nach Schwere des Verstoßes – gegen den das Handspiel begehenden Spieler auch noch eine persönliche Strafe (Verwarnung oder Feldverweis) ausgesprochen werden. So wird zum Beispiel in der Regel ein Spieler, der ein Tor oder eine offensichtliche Torchance durch ein absichtliches Handspiel vereitelt, unabhängig von der Position des Vergehens, mit einer Roten Karte bestraft.
Eines der bekanntesten ist das Handspiel, das bei der Fußball-Weltmeisterschaft 1986 in Mexiko von Diego Maradona im Viertelfinale gegen England praktiziert wurde. Maradona selbst bezeichnete es als „die Hand Gottes“.

### DFB-Regelwerk
Nach den 2023/2024 geltenden Regeln des DFB ist ein Handspiel verboten:
- wenn der Spieler den Ball absichtlich mit der Hand oder dem Arm berührt,
- wenn der Ball mit der Hand oder dem Arm berührt wird, und dabei der Körper des Spielers auf eine unnatürliche Weise vergrößert wird. Eine natürliche Vergrößerung des Körpers besteht, wenn die Arm-/Handbewegung mit der situationsbedingten Bewegung des restlichen Körpers gerechtfertigt werden kann,
- wenn der Ball ins gegnerische Tor geht:
  - Direkt nach einer absichtlichen oder unabsichtlichen Hand-/Armberührung. In diesem Fall ist das Handspiel auch dem Torhüter nicht gestattet.
  - Wenn der Spieler den Ball absichtlich oder unabsichtlich mit der Hand oder dem Arm berührt, und direkt danach auf eine sonst regelkonforme Weise den Ball ins Tor spielt.[3]

Torhüter
Außerhalb des eigenen Strafraumes gilt der Torhüter als normaler Feldspieler; er ist dann den obigen Regeln unterworfen. Innerhalb des eigenen Strafraums darf er den Ball grundsätzlich mit den Händen berühren. Die Rückpassregel verbietet es dem Torhüter, den Ball mit den Händen zu berühren, wenn ein Mitglied der eigenen Mannschaft ihm den Ball absichtlich zuspielt. Tut er dies trotzdem, wird sein Team mit einem indirekten Freistoß bestraft.
Nach einer Spielfortsetzung darf der Torhüter den Ball erst ein zweites Mal berühren – ob mit oder ohne Hand/Arm – wenn zuerst ein anderer Spieler den Ball gespielt hat.